# Seuneubok Punti (Peulimbang)
Seuneubok Punti is een bestuurslaag in het regentschap Bireuen van de provincie Atjeh, Indonesië. Seuneubok Punti telt 335 inwoners (volkstelling 2010).